# Iguazú (instalación artística)

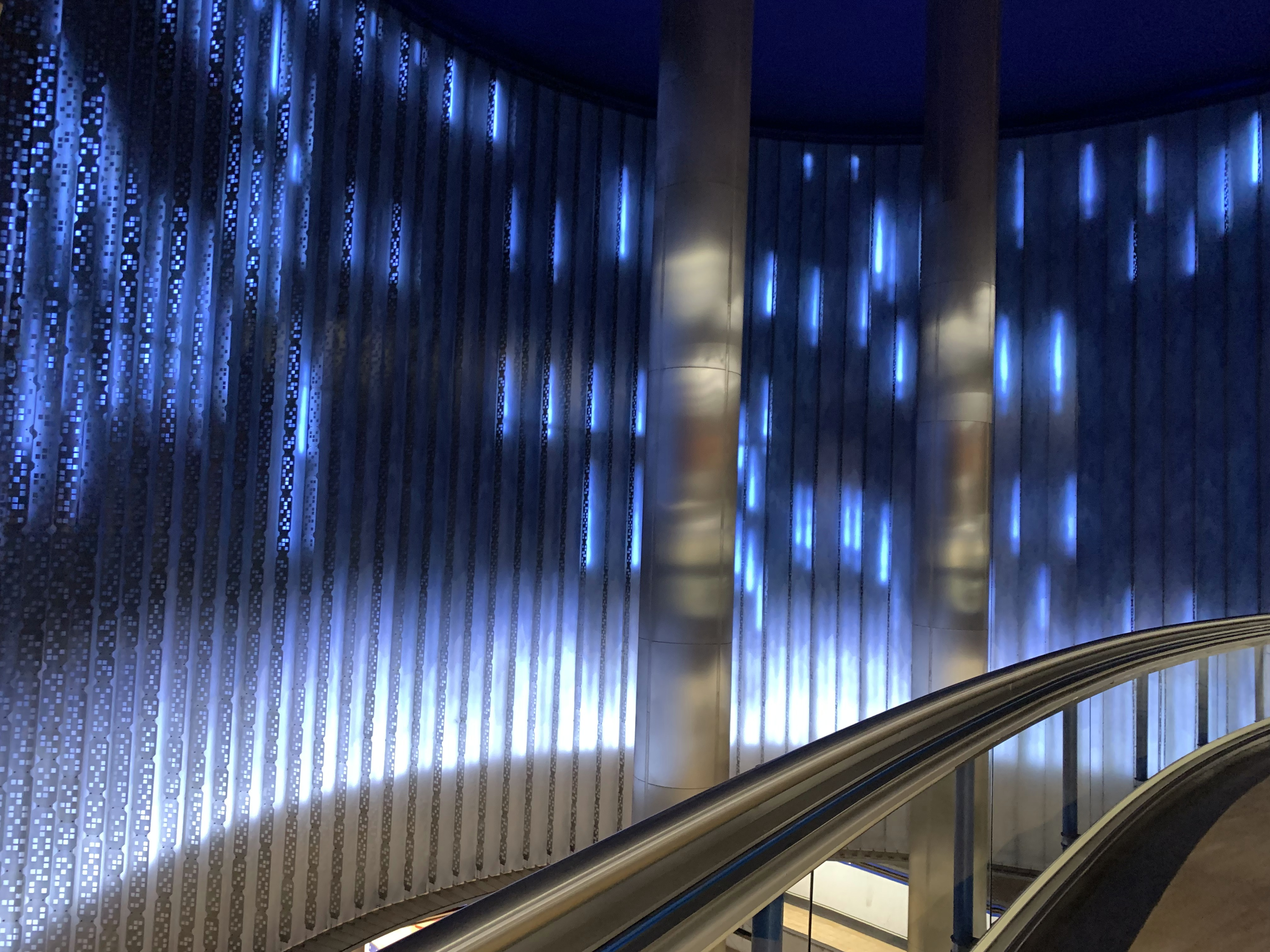
Instalación artística "Iguazú" en la estación de metro Chamartín en Madrid

Cataratas de Iguazú es un mural digital interactivo de luces LED situado en la estación de Metro de Chamartín en Madrid, España. Fue inaugurado en 2007 como parte del proyecto de renovación de esta estación, una de las más grandes y transitadas de la red de Metro de Madrid, y su diseño se debe a Vicente Patón y Alberto Tellería.

## Descripción
El mural recrea digitalmente las Cataratas del Iguazú, una de las maravillas naturales más icónicas de Sudamérica. Con unas dimensiones de 21 metros de altura y 50 en horizontal, utiliza pantallas LED de última generación para simular la caída del agua en tiempo real, creando un efecto inmersivo. Está diseñada para ser interactiva, reaccionando a la presencia de las personas que pasan frente a ella, y se concibe con el objetivo combinar arte, tecnología e innovación para mejorar la experiencia de los usuarios. En el momento de su puesta en marcha estaba compuesta por 60 000 puntos de luz de led programados mediante 70 microprecesadores y 600 tubos fluorescentes de bajo consumo, que se proyectan sobre 2000 metros cuadrados de lona ignífuga de alta resistencia impresa en una gama de color en degradado del azul al blanco. La cartelería informativa la presenta así:

El movimiento incesante de caída ofrece al espectador de una cascada la sensación de hallarse en ascenso constante. Esa intención, y la del descenso hacia la luz, son las claves de la idea de esta obra, para que el hecho de adentrarse en la ciudad subterránea no sea una sensación inquietante sino mágica.

## Contexto y recepción
Chamartín es la estación más profunda de la red de metro, con 4 niveles y 30 metros de profundidad, de los cuales la instalación cubre tres. La estación es una de las más importantes de la red, ubicada en el intercambiador del Distrito de Chamartín y conectada a servicios de trenes de cercanías, media y larga distancia. Como parte de su modernización, se implementaron elementos artísticos y tecnológicos, entre los cuales destaca este mural, una intervención que forma parte de un esfuerzo más amplio por embellecer y humanizar las estaciones de Metro de Madrid.
Desde su instalación, el mural ha sido bien recibido por los viajeros y se ha convertido en un atractivo tanto para locales como para turistas. Además, forma parte de los recorridos recomendados para descubrir las estaciones más bonitas de Metro de Madrid.